# Рогозный, Геннадий Львович
Геннадий Львович Рогозный (8 июня 1948 года, Тосно, Ленинградская область — 4 марта 2007 года, Санкт-Петербург) — советский и российский художник,член Санкт-Петербургского Союза художников (до 1992 года — Ленинградской организации Союза художников РСФСР)

## Биография
В 1967 г. окончил Ленинградское художественно-графическое училище. С 1975 г. — член Ленинградского Союза художников.

## Творчество
Основная тема творчества — пейзаж России и натюрморт. В пейзажах художник изображает жизнь провинциальных русских городов, заброшенную русскую деревню с её последними обитателями; Петербург предстаёт из дымки белых ночей или в завесе моросящего дождя. Работы привлекают экспрессией, выразительностью, цветовой гармонией и при этом остаются глубоко духовными и поэтичными
.
С 1971 г. участвовал в городских и республиканских выставках. С 1994 г. выставлялся на аукционах в Париже (отель «Друо»), Дюссельдорфе, Женеве, Цюрихе, Мюнхене,Гамбурге.
Работы находятся в Тосненском историко-краеведческом музее, Тосненской картинной галерее, в частных собраниях в России и за рубежом, в том числе и в коллекции Королевской Шведской семьи.

## Отмечен
- Почетной Грамотой Администрации Муницапального образования Тосненского района Ленинградской области «За большой вклад в развитие культуры и воспитание чувства Родины и увековечение родного края на своих полотнах» 6.11.1997 г.

### Выставки
- Молодёжная выставка произведений ленинградских художников (Ленинград, 1971)
- Осенняя выставка произведений ленинградских художников (Ленинград, 1971,1972,1973; Санкт-Петербург,2003, 2004)
- Весенняя выставка произведений ленинградских художников (Ленинград, 1972,1984,1986; Санкт-Петербург,2002)
- Республиканская выставка «По родной стране» (Москва, 1985)
- Республиканская выставка «Памятники отечества» (Москва, 1987)
- Музей истории Санкт-Петербурга (1993)
- Тосненский историко-краеведческий музей (1996, 2000,2001,2004)
- Выставка «Связь времён. 1932—1997. Художники — члены Санкт-Петербургского Союза художников России. К 65-летию Санкт-Петербургского Союза художников» (Санкт-Петербург, ЦВЗ «Манеж», 1997)
- Областная выставка, посвящённая 75-летию образования Ленинградской области (Луга, 2002)
- «Земля Новгородская глазами художника» (Чудово, 2004)
- Изобразительное искусство Ленинградской области. Выставка, посвящённая 80-летию образования Ленинградской области (Луга, 2007)

Персональные выставки
- Художественная галерея «Окарина» (Санкт-Петербург, 1996)
- Галерея «Лавка древности» (Санкт-Петербург, 1997)
- Выставочный зал Союза художников России на Охте (Санкт-Петербург, 1998)
- Галерея Blaeken (Стокгольм, Gamlastan; Стокгольмское общество русской культуры, 1998)
- «Лучше этой земли не найду» (Тосненский историко-краеведческий музей, 1999)
- Гранд Отель Европа (Санкт-Петербург; 2000, 2003, 2004)
- Выставочный зал Правительства Ленинградской области (Санкт-Петербург; 2000, 2003)
- Тосненская картинная галерея (2002)
- Тосненский историко-краеведческий музей (2005, 2006)

## Память
Региональная выставка художников, посвящённая памяти Геннадия Рогозного, прошла в Тосненском историко-краеведческом музее в 2007 г.
Выставки картин Г. Рогозного состоялись в 2008 г. в Тосненском историко-краеведческом музее (выставка «Акварели Геннадия Рогозного») и в выставочном зале Союза художников «На Охте» (выставка «Я и Моя семья»).

## Галерея
- Ленинград.Кузнечный пер.
- Дворик в Новгороде
- Деревня Ламерье